# 藤田敬一
藤田 敬一（ふじた けいいち、1939年1月10日 - ）は日本の中国史学者、部落問題研究者。岐阜大学元教授。「『同和はこわい考』通信」「こぺる」を通じて、日本共産党とは違った立場から部落解放同盟を批判した。今村 謙次郎の筆名もある。

## 人物
京都市下京区生まれ。父親は愛媛県出身で、部落差別意識の強い人だったという。1958年、京都大学文学部入学の夏に部落問題研究所を訪ね、木村京太郎の紹介で朝田善之助の自宅を訪問。京都市内の同和地区を視察し、部落問題の研究を始める。
1962年、京都大学文学部史学科（東洋史学専攻）卒業。1968年、京都大学大学院文学研究科（東洋史学専攻）博士課程修了。1970年、岐阜大学教育学部（史学科）講師。のち生涯教育講座教授（歴史学・人権教育担当）。
部落解放同盟の運動に部落外出身者として参加したものの、1970年、「狭山差別裁判糾弾闘争に連帯する会」の運動をめぐり、被差別部落出身者S（このSは沢山保太郎であることを沢山自身が明らかにしている）から「おまえを糾弾する」と電話で通告され脅威を受ける。狭山事件における警察の捜査について藤田が師岡佑行の文章を転載した際、警察に対する批判のコメントを附さなかったのが差別である、というのがSの言い分であった。同年4月、Sは藤田を暴行しようとしたが、藤田の友人がそれを阻止しようとして顔面を殴打される事態に発展する。このほか、狭山同盟休校に異論を唱えた折、部落出身ではないために「部落民でない君に何がわかるか。わかるはずがない」と疎外を受けて差別者扱いされたこともあり、最終的に運動を離れた。
1987年5月、『同和はこわい考』を阿吽社から刊行。同書は朝田理論や部落排外主義に異論を唱える内容だったため、藤田は部落解放同盟中央本部から1987年6月の第44回全国大会で名指しの非難を浴び、「差別思想の持ち主」と指弾を受けた。藤田は「ある言動が差別にあたるかどうかは、その痛みを知っている被差別者にしかわからない」「日常部落に生起する、部落にとって、部落民にとって不利益な問題は一切差別である」という「差別判断の資格と基準」が、「関係の固定化と対話の途切れ」を生んでおり、「被差別者」自身が引き受けるべき責任まで他人や世間に転嫁する態度を生んでいると批判している。

## 著書

### 単著
- 『同和はこわい考 地対協を批判する』阿吽社 あうん双書 1987

### 編著
- 『被差別の陰の貌 おかさん』編 阿吽社 1994
- 『部落史を読む』師岡佑行共編 阿吽社 1998
- 『「部落民」とは何か』編 阿吽社 1998

### 翻訳
- 『世界の名著 64』毛沢東「抗日遊撃戦争の戦略問題」「中国共産党全国宣伝活動会議における講話」中央公論社 1969
  - 毛沢東『遊撃戦論』吉田富夫共訳 中公文庫　2001
  - 『抗日遊撃戦争論 改版』小野信爾, 吉田富夫共訳 中公文庫 2014
- 胡縄『中国近代史 1840-1924』小野信爾,狭間直樹共訳 平凡社 1974